# János Scitovszky
János Scitovszky (ur. 1 listopada 1785 w Košickiej Beli, zm. 19 października 1866 w Budapeszcie), węgierski duchowny rzymskokatolicki, kardynał i prymas Węgier.

## Życiorys
Urodził się w rodzinie słowacko-węgierskiej. Święcenia kapłańskie przyjął 5 listopada 1809. 28 stycznia 1828 mianowany biskupem Rożnawy. Sakrę biskupią otrzymał 25 marca 1828 w Nagyvárad z rąk miejscowego biskupa Ferenca Lajcsaka. 18 lutego 1839 przeniesiony na funkcję ordynariusza Peczu. Od 28 września 1849 arcybiskup metropolita Ostrzyhomia i prymas Węgier. Kreowany kardynałem na konsystorzu 7 marca 1853. 16 listopada 1854 otrzymał tytuł kardynała prezbitera Santa Croce in Gerusalemme.